# Lucjan Muszyński
Lucjan Muszyński ps. „Stefan Konarski” (ur. 23 lipca 1943 w Opocznie, zm. 5 października 2013 w Łodzi) – nauczyciel, urzędnik, radny Rady Miejskiej w Łodzi (1990–2002), podharcmistrz, piłsudczyk, działacz antykomunistyczny i samorządowy.

## Życiorys
Ukończył liceum ogólnokształcące w Opocznie, następnie ukończył studia polonistyczne na Wydziale Filologicznym Uniwersytetu Łódzkiego, po których pracował na uczelni jako asystent. W późniejszym okresie uczył języka polskiego w szkole podstawowej nr 188 w Łodzi, był dyrektorem Społecznego Liceum Ogólnokształcącego w Łodzi oraz pracował jako kierownik Referatu Organizacyjnego, a później główny specjalista w Delegaturze Łódź-Śródmieście Urzędu Miasta Łodzi.
W 1980 wstąpił do NSZZ „Solidarność” – był jej przewodniczącym w Instytucie Filologii Polskiej Uniwersytetu Łódzkiego (1980-1990). W czasie stanu wojennego oraz po nim prowadził działalność konspiracyjną – zajmował się nielegalnym kolportażem – odbierał paczki z punktu kolportażowego na wydział filologiczny. Brał udział w manifestacjach majowych w latach w 1982–1983. Był radnym Rady Miejskiej w Łodzi – w latach 1990–1994 z KPN, 1994–1998 z ŁPO, w latach 1998–2002 z AWS. W I Kadencji Rady Miejskiej w Łodzi był przewodniczącym Komisji Nauki, Oświaty i Wychowania oraz Komisji ds. Nazewnictwa Ulic. Był zaangażowany w dekomunizację ulic, przyczyniając się do zmian nazw wielu z nich.
Muszyński w latach 80. XX w. rozpoczął działalność w harcerstwie, osiągając stopień harcmistrza. Ze względu na swoje dzieci zaangażował się w działalność Ośrodku Szczepów „Za Torem” im. hm. A. Kamińskiego oraz w Kręgu Instruktorów Harcerskich im. Andrzeja Małkowskiego oraz udzielał się w łódzkim Duszpasterstwie Harcerek i  Harcerzy przy kościele jezuitów. Ponadto współredagował periodyk „Czuwajmy” – pisał w nim pod pseudonimem Stefan Konarski. Uczestniczył w harcerskiej Białej Służbie w miejscach wizyt papieża Jana Pawła II.
Był także starszym inspektorem Związku Strzeleckiego „Strzelec”, współorganizował święta i rocznice patriotyczne w Łodzi oraz województwie łódzkim. Był pełnomocnikiem prezydenta Łodzi Jerzego Kropiwnickiego ds. Obchodów Świąt i Rocznic Narodowych (2003–2010), a także prezesem Społecznego Komitetu Pamięci Józefa Piłsudskiego, dzięki jego zaangażowaniu w 1977 odsłonięto pomnika Józefa Piłsudskiego przed Łódzkim Domem Kultury. Był wiceprzewodniczącym Zarządu Głównego Związku Legionistów Polskich i ich Rodzin, członkiem Ogólnopolskiego Stowarzyszenia „Rodzina Policyjna 1939”, wiceprzewodniczącym Łódzkiego Komitetu Budowy Pomnika Ofiar Komunizmu, należał do Solidarności (1980–1990).

### Życie prywatne
Muszyński miał żonę Jadwigę, z którą miał córkę Aleksandrę i syna Andrzeja. Mieszkał przy ul. Rojnej 60 na Teofilowie w Łodzi.
Został pochowany na Cmentarzu w Łodzi-Łagiewnikach przy głównej alei wejściowej od ulicy Okólnej.

## Upamiętnienie
Z inicjatywy Adama Przepałkowskiego – przewodniczącego Zarządu Głównego Związku Legionistów i ich Rodzin imieniem Lucjana Muszyńskiego Rada Miejska w Łodzi nazwała rondo na Teofilowie przy ul. Rojnej.

## Odznaczenia
- Złoty Krzyż Zasługi,
- Medal „Pro Memoria”,
- Brązowy medal „Za zasługi dla obronności kraju”,
- „Odznaka „Zasłużony Działacz Kultury”,
- Nagroda Honorowa „Świadek Historii”,
- Odznaka „Za Zasługi dla Miasta Łodzi”,
- Odznaka „Honoris Gratia”.
- oraz medale Strykowa, Szydłowca i inne wyróżnienia od organizacji samorządowych i pozarządowych[1].